# Zirconiumhydrid
Zirconiumhydrid (genauer Zirconium(II)-hydrid) ist eine anorganische chemische Verbindung des Zirconiums aus der Gruppe der Hydride.

## Gewinnung und Darstellung
Zirconiumhydrid kann in nicht ganz stöchiometrischer Zusammensetzung durch Reduktion von Zirconium(IV)-oxid mit Calciumhydrid in Gegenwart von Wasserstoff gewonnen werden. In stöchiometrisch reiner Form ist es aus Zirconium-Schwamm und Wasserstoff bei 300 °C erhältlich. Die Wasserstoff-Aufnahme ist reversibel und erfolgt über die Phasen ZrH, ZrH1,58–1,67 bis ZrH1,67–2,00.

## Eigenschaften
Zirconiumhydrid ist ein grau-schwarzer Feststoff, der praktisch unlöslich in Wasser ist. Er zersetzt sich bei Erhitzung über 500 °C, wobei Wasserstoff und Zirconium entstehen. Die Verbindung hat eine tetragonale Kristallstruktur mit der Raumgruppe I4/mmm (Raumgruppen-Nr. 139) und den Gitterparametern a = 4,999 Å und c = 4,433  Å.

## Verwendung
Zirconiumhydrid wird zur Herstellung von keramischen Materialien verwendet. Es wird als starkes Reduktionsmittel in der Chemie, in der Pyrotechnik, in der Pulvermetallurgie, als Getterstoff in Vakuumröhren, zur Herstellung von geschäumten Metallen sowie als Moderator in Kernreaktoren verwendet. Der Hauptverwendungszweck ist militärischer Art als Bestandteil von Brand- und Leuchtsätzen.